# Attacco di Sybil
L'attacco di Sybil è un attacco informatico dove i sistemi di reputazione sono sovvertiti falsificando le identità di una persona in una rete p2p. Fu chiamato così nel 2002 su suggerimento di Brian Zill, ricercatore Microsoft per l'argomento del romanzo Sybil del 1973 di Flora Rheta Schreiber, un caso di studio di una donna a cui è stato diagnosticato un disturbo dissociativo dell'identità. Prima del 2002 l'attacco si chiamava pseudospoofing, termine coniato da L. Detweiler.

## Descrizione
L'attacco di Sybil alla sicurezza informatica è un attacco in cui un sistema di reputazione viene sovvertito creando identità multiple. La vulnerabilità di un sistema di reputazione a un attacco di Sybil dipende dal modo in cui le identità possono essere generate a buon mercato, dal grado in cui il sistema di reputazione accetta input da entità che non hanno una catena di fiducia che li collega a un'entità fidata e se la reputazione il sistema tratta tutte le entità in modo identico. A partire dal 2012 , le prove hanno dimostrato che gli attacchi Sybil su larga scala potevano essere eseguiti in modo molto economico ed efficiente in sistemi realistici esistenti come BitTorrent Mainline DHT.
Un soggetto su una rete peer-to-peer è un pezzo di software che ha accesso alle risorse locali. Un'entità si pubblicizza sulla rete peer-to-peer presentando un'identità. Più di un'identità può corrispondere a una singola entità. In altre parole, la mappatura delle identità alle entità è molti a uno. Le entità nelle reti peer-to-peer utilizzano più identità per scopi di ridondanza, condivisione delle risorse, affidabilità e integrità. Nelle reti peer-to-peer, l'identità viene utilizzata come astrazione in modo che un'entità remota possa essere a conoscenza delle identità senza necessariamente conoscere la corrispondenza delle identità con le entità locali. Per impostazione predefinita, si presume che ogni identità distinta corrisponda a un'entità locale distinta. In realtà, molte identità possono corrispondere alla stessa entità locale.
Un avversario può presentare più identità a una rete peer-to-peer per apparire e funzionare come più nodi distinti. L'avversario può quindi essere in grado di acquisire un livello di controllo sproporzionato sulla rete, ad esempio influenzando i risultati delle votazioni.
Nel contesto delle comunità online (umane), tali identità multiple sono talvolta note come sockpuppets.

## Prevenzione
Gli approcci noti alla prevenzione degli attacchi di Sybil includono la convalida dell'identità, gli algoritmi del grafico della fiducia sociale o i costi economici, la convalida della personalità e le difese specifiche dell'applicazione.

### Convalida dell'identità

Un diagramma che illustra il routing in una rete locale in condizioni normali e soggetto ad avvelenamento della cache ARP.

Le tecniche di convalida possono essere utilizzate per prevenire attacchi di Sybil e respingere entità ostili mascherate. Un'entità locale può accettare un'identità remota basata su un'autorità centrale che garantisce una corrispondenza uno a uno tra un'identità e un'entità e può persino fornire una ricerca inversa. Un'identità può essere convalidata direttamente o indirettamente. Nella convalida diretta, l'entità locale richiede all'autorità centrale di convalidare le identità remote. Nella convalida indiretta l'entità locale si basa su identità già accettate che a loro volta garantiscono la validità dell'identità remota in questione.
Applicazioni e servizi di rete pratici spesso utilizzano una varietà di proxy di identità per ottenere una resistenza limitata agli attacchi di Sybil, come la verifica del numero di telefono, la verifica della carta di credito o anche in base all'indirizzo IP di un client. Questi metodi hanno le limitazioni che di solito è possibile ottenere più proxy di identità di questo tipo a un certo costo, o addirittura ottenerne molti a basso costo attraverso tecniche come lo spoofing di SMS o lo spoofing di indirizzi IP. L'uso di tali proxy di identità può anche escludere coloro che non hanno accesso immediato al proxy di identità richiesto: ad esempio, quelli senza il proprio telefono cellulare o carta di credito o gli utenti che si trovano dietro traduzione di indirizzi di rete a livello di operatore telefonico che condividono i propri indirizzi IP con molti altri.

### Grafici sulla fiducia sociale
Le tecniche di prevenzione Sybil basate sulle caratteristiche di connettività dei grafici sociali possono anche limitare l'entità del danno che può essere causato da un determinato aggressore Sybil, preservando l'anonimato.
Queste tecniche non possono impedire completamente gli attacchi di Sybil e possono essere vulnerabili a tali attacchi diffusi su piccola scala. Inoltre non è chiaro se i social network online del mondo reale soddisferanno i presupposti di fiducia o connettività che questi algoritmi assumono.

### Costi economici
In alternativa, imporre costi economici come barriere artificiali all'ingresso può essere utilizzato per rendere gli attacchi di Sybil più costosi. La prova del lavoro (proof of work), ad esempio, richiede che un utente dimostri di aver impiegato una certa quantità di sforzo computazionale per risolvere un puzzle crittografico.

Esempi di proof of work

### Convalida della personalità
In alternativa alla verifica dell'identità che tenta di mantenere una rigida regola di assegnazione "uno per persona", un'autorità di convalida può utilizzare un meccanismo diverso dalla conoscenza dell'identità reale di un utente, come la verifica della presenza fisica di una persona non identificata in un determinato luogo e tempo come in una pseudonym party per imporre una corrispondenza uno a uno tra le identità online e gli utenti del mondo reale.

### Difese specifiche dell'applicazione
Un certo numero di protocolli distribuiti è stato progettato pensando alla protezione dagli attacchi Sybil. SumUp e DSybil sono algoritmi resistenti a Sybil per la raccomandazione e il voto di contenuti online. Whānau è un algoritmo di tabella hash distribuita resistente a Sybil. L'implementazione di Kademlia da parte di I2P prevede anche disposizioni per mitigare gli attacchi di Sybil.